# Шапченко Олег Петрович
Оле́г Петро́вич Ша́пченко — полковник Збройних сил України.
На даний час (2020) — командир 7-го окремого полку зв'язку.

## Нагороди
8 вересня 2014 року — за особисту мужність і героїзм, виявлені у захисті державного суверенітету та територіальної цілісності України, вірність військовій присязі під час російсько-української війни, відзначений — нагороджений орденом «За мужність» III ступеня.